# Sándor Glancz
Sándor Glancz (* 14. Juli 1908 in Budapest; † 17. Januar 1974 in New York City) war ein ungarischer Tischtennisspieler, der Ende der 1920er und Anfang der 1930er Jahre viermal einen Weltmeistertitel gewann.

## Werdegang
Sándor Glancz gewann 1927 die nationale ungarische Meisterschaft im Einzel und im Doppel mit László Bellák. Ungarischer Mannschaftsmeister wurde er 1928 mit dem Verein Nemzeti Sport Club und 1933 mit Duna Sport Club.
1928 siegte das Doppel Glancz/Bellak in Berlin bei den internationalen deutschen Meisterschaften.
Von 1928 bis 1934 wurde Glancz für sieben Weltmeisterschaften nominiert. Dabei gewann er 1928, 1929 und 1933 Gold mit der ungarischen Mannschaft. 1933 wurde er zudem Weltmeister im Doppel mit Victor Barna. Viermal erreichte er ein Endspiel, nämlich 1929 und 1932 im Doppel mit László Bellák, 1933 im Mixed mit Magda Gál sowie 1934 im Doppel mit Tibor Házi. Sein bestes WM-Ergebnis im Einzel erzielte er 1933, als er das Halbfinale erreichte und hier gegen Victor Barna verlor. Zwei weitere Bronzemedaillen holte er im Doppel, drei im Mixed (1930 mit der deutschen Ingeborg Carnatz).
In der ITTF-Weltrangliste wurde Glancz 1928 auf Platz vier geführt.
Um 1930 lebte Glancz zeitweise in Berlin. Mitte der 1930er Jahre tourte Sándor Glancz zusammen mit Victor Barna und den Amerikanern Jimmy McClure und Coleman Clark durch amerikanische Städte, um Schaukämpfe untereinander und gegen lokale Spitzenspieler auszutragen. Viele tausend Zuschauer besuchten diese "Circus Tour Exhibition". 1937 erwarb Glancz die amerikanische Staatsbürgerschaft.
In späteren Jahren litt Glancz zunehmend unter Herzproblemen. 1961 zwang ihn eine Herzanfall zu einem sechswöchigen Krankenhausaufenthalt. Im Januar 1971 erlitt er während eines Tischtennismatches in New York einen Herzinfarkt, die er nicht überlebte.

## Privat
Glancz hatte noch sechs Geschwister.

## Turnierergebnisse
| Verband | Veranstaltung     | Jahr | Ort       | Land | Einzel        | Doppel     | Mixed         | Team |
| ------- | ----------------- | ---- | --------- | ---- | ------------- | ---------- | ------------- | ---- |
| HUN     | Weltmeisterschaft | 1934 | Paris     | FRA  | Viertelfinale | Silber     | letzte 16     |      |
| HUN     | Weltmeisterschaft | 1933 | Baden     | AUT  | Halbfinale    | Gold       | Silber        | 1    |
| HUN     | Weltmeisterschaft | 1932 | Prag      | TCH  | letzte 16     | Silber     | Halbfinale    |      |
| HUN     | Weltmeisterschaft | 1931 | Budapest  | HUN  | Viertelfinale | Qual       | Halbfinale    |      |
| HUN     | Weltmeisterschaft | 1930 | Berlin    | FRG  | letzte 32     | Halbfinale | Halbfinale    |      |
| HUN     | Weltmeisterschaft | 1929 | Budapest  | HUN  | letzte 16     | Silber     | Viertelfinale | 1    |
| HUN     | Weltmeisterschaft | 1928 | Stockholm | SWE  | Viertelfinale | Halbfinale | keine Teiln.  | 1    |